# Charles Murray (1er comte de Dunmore)
Pour les articles homonymes, voir Charles Murray et Murray.
Charles Murray, 1er comte de Dunmore (1661-1710) est un pair britannique, anciennement Lord Charles Murray.
Il est le deuxième fils de John Murray (1er marquis d'Atholl), et devient général dans l'armée britannique et est créé comte de Dunmore, Lord Murray de Blair, Moulin et Tillimet (ou Tullimet) et vicomte de Fincastle, tous dans la pairie d'Écosse, en 1686.
Son deuxième fils est John Murray, 2e comte de Dunmore.